# Villa El Tango
Villa El Tango o Villa La Salud (nombre oficial, sin embargo el primero es el más utilizado) es una localidad de la provincia de San Juan en Argentina, dentro del Departamento Veinticinco de Mayo. Se desarrolla de forma lineal a lo largo de la ruta provincial 255 o Calle 3, entre las calles 25 y 24, habiéndose desarrollado también sobre esta última.
Su principal actividad es el sector primario y no tiene estructura consolidada en su planta urbana. Es una de las zonas de peores indicadores sociodemográficos del departamento.

## Infraestructura
Cuenta con una planta de agua potable, alumbrado público y un centro de salud. La línea 19 del transporte público la conecta con Caucete y San Juan. La Escuela Martín Yanzón cuenta con nivel inicial, primario y medio, y a ella concurren niños de los parajes Villa Yanello y Villa Cariño.
No cuenta con acceso pavimentado, el municipio declaró la pavimentación del acceso como una de las obras estratégicas.

## Población
Contaba con 1367 habitantes (Indec, 2010), lo que casi triplica los 480 habitantes (Indec, 2001) del censo anterior.